# 通化郡
通化郡，中国唐朝时设置的郡。
天宝元年（742年）改茂州置，治所在汶山县（今四川省茂县）。下辖汶山县、汶川县、通化县、石泉县（今四川省北川县禹里乡治城村）。辖境相当今四川省茂县、汶川、北川等县和理县部分地区。乾元元年（758年）复改茂州。
唐朝通化郡太守
- 谭元受（天宝年间）